# Kosi
Kośī (कोशी in lingua nepalese, occidentalizzato in Kosi) è una ex zona amministrativa del Nepal. Come tutte le zone è stata soppressa nel 2015.
Faceva parte della Regione di Sviluppo Orientale e prende nome dall'omonimo fiume che l'attraversa. La sua città principale è Dharan, sebbene la più popolosa sia Biratnagar.

## Geografia antropica

### Suddivisioni amministrative
La Zona di Kosi si suddivide in 6 distretti:
| Distretti     | Capitali   |
| ------------- | ---------- |
| Bhojpur       | Bhojpur    |
| Dhankuta      | Dhankuta   |
| Morang        | Biratnagar |
| Sankhuwasabha | Khandbari  |
| Sunsari       | Inaruwa    |
| Terhathum     | Myanglung  |